# Entgrenzung
Der Begriff Entgrenzung bezeichnet in verschiedenen Zusammenhängen und auf globaler, gesellschaftlicher und individueller Ebene ein prozesshaftes Geschehen, das vormals gültige Grenzen verschwimmen lässt, sie für überholt erklärt, aufhebt oder gänzlich zum Verschwinden bringt. Zugleich wird mit diesem Begriff ein Zustand bezeichnet, der die Grenzen als bereits aufgehoben erklärt. Verwendet wird der Begriff in diversen wissenschaftlichen Disziplinen, bevorzugt in den Gesellschafts- und Wirtschaftswissenschaften, speziell in Psychologie und Sozialpsychologie, aber auch in Medizin und Kunst. Darüber hinaus fand der Begriff Eingang in die Umgangssprache. Sein Gegenpol ist die Begrenzung.

## Definition
Es gibt keine Definition, auf die sich die verschiedenen, mit dem Begriff der Entgrenzung befassten Disziplinen geeinigt hätten. Kaum ein Gegenstandsbereich wissenschaftlicher Betrachtung lässt den Begriff außen vor, wie eine Recherche auf Google Scholar mit über 30.000 Treffern zu erkennen gibt. Gelegentlich wird er in Verbindung mit dem Begriff der Deprofessionalisierung verwendet.
Astrid Ebner-Zarl, Soziologin und wissenschaftliche Mitarbeiterin der Forschungsgruppe Media Business an der Fachhochschule St. Pölten, schlägt in ihrem Buch Die Entgrenzung von Kindheit in der Mediengesellschaft als Definition vor:

„Der Entgrenzungsbegriff wird zur Beschreibung diverser gesellschaftlicher Veränderungen verwendet, die mit dem Verschwimmen von bislang klaren oder als klar empfundenen Einteilungen einhergehen. Entgrenzung bezeichnet demnach das Brüchigwerden, die Verschiebung oder sogar die Auflösung von Grenzen im vielfältigsten Sinne: Diese Grenzen, die von Zerfallsprozessen betroffen sind, können z. B. entlang von räumlichen oder symbolischen Lebensbereichen verlaufen sein, entlang von Institutionen, Lebensphasen, Tätigkeiten, Rollen, Funktionen oder sozialen Klassen und Schichten.“

Der Psychoanalytiker Rainer Funk machte auf den Unterschied zur Grenzüberschreitung aufmerksam:

„Anders als der Begriff Grenzüberschreitung, bei dem eine Grenze wie eine Hürde überschritten wird, ohne dass die Grenze selbst in Frage gestellt wird, lässt sich beim Begriff Ent-Grenzung auch etymologisch zeigen, dass es immer um eine Beseitigung von Grenzen geht.“

Das digitale Wörterbuch der deutschen Sprache (DWDS) stellt vier Bedeutungen vor. Der Begriff bezeichne
- die „Auflösung von politischen oder geografischen Grenzen“,
- die Überschreitung oder Befreiung von moralischen, geistigen oder physischen Beschränkungen,
- ein Verschmelzen oder Verschwinden von Trennlinien und Unterschieden – darunter die „Auflösung von zeitlichen und räumlichen Strukturen der Erwerbsarbeit“ und infolgedessen ein „Eindringen der Arbeit in die Freizeit“ – und schließlich
- die „Überwindung von gegenständlichen Konturen in der Malerei“.[7]

## Begriffsgeschichte
Über die Geschichte des Begriffs Entgrenzung und seiner Verwendung gibt es kaum Literatur. Laut Susann Fegter und der Pädagogin Sabine Andresen, die sich auf Günter Voß beziehen, stamme er aus der Industrie- und Arbeitssoziologie und sei dort „im Zusammenhang der Diagnose einer gegenwärtigen ‚Entgrenzung von Arbeit und Arbeitskraft‘ […] geprägt“ worden. Allerdings werden andere als bildungswissenschaftliche Zusammenhänge der Begriffsverwendung nicht betrachtet.

## Globale Entgrenzung
Entgrenzung wird unter vielem anderen mit Globalisierung und Krieg in Verbindung gebracht. Jenseits dessen befassten sich die Politikwissenschaftler Lothar Brock und Mathias Albert in der Zeitschrift für Internationale Beziehungen mit globalen Entgrenzungsphänomenen. Veränderungen in der territorialen Aufteilung der Welt und in der Verbindung vormals „scharf abgegrenzter, wechselseitig exklusiver Territorien“ und Staaten verwiesen laut Brock und Albert „auf einen grundlegenden Wandel in den internationalen Beziehungen“, den sie unter dem Titel Entgrenzung der Staatenwelt analysierten. Der Staat verliere „an Steuerungsfähigkeit und sozialer Kompetenz“. Trotz aller „Konfliktträchtigkeit dieser Entwicklung“ könne sie „zur Herausbildung neuer Formen von Staatlichkeit führen“. Offen sei jedoch, „welche funktionalen Äquivalente für die integrative Kraft der Territorialstaatlichkeit sich in Zukunft herausbilden“ würden.
In diesen Zusammenhängen brachte der Soziologe Steffen Mau den Begriff der Entgrenzung mit den Begriffen der De- und
Transnationalisierung in Verbindung und stellte sich in der Einleitung zu seinem Buch Transnationale Vergesellschaftung: Die Entgrenzung sozialer Lebenswelten die Frage, „ob die Entgrenzung des Nationalstaates und die Steigerung grenzüberschreitender Interaktionen die enge Bindung an die nationalstaatliche Form aufheben und wir im Zuge von Transnationalisierung auch eine Zunahme an transnationalen oder kosmopolitischen Orientierungen erwarten“ könnten. Dies würde, so Mau, „Identitätskonzepte vom Nationalstaat lösen“ und dazu führen, dass es zu „globalen Verantwortungszuschreibungen“ komme.
Kosmopolitische Orientierungen sind Mau ein Anliegen, insbesondere im Zuge nationalstaatlicher Entgrenzung. Auf der Basis einer eigenen Studie konnte er zeigen, dass mit einer zunehmenden „individuellen Einbindung in transnationale Zusammenhänge die Problemlösungskompetenz stärker den internationalen Organisationen zugeschrieben und eine größere Verantwortung der Weltgemeinschaft eingefordert“ werde. Probleme entstünden, wenn Transnationalisierung „in sich gebrochen und fragmentiert“ sei oder Diskrepanzen zwischen Regelungsbedarf und politischer Handlungskompetenz bestünden. Das könnte Ablehnung und Ressentiments heraufbeschwören. Zusammenfassend kommt Mau zu dem Schluss, der transnationalen Vergesellschaftung scheine „die Tendenz inhärent, auch die Anerkennung neuer Regelungsinstanzen mitzuproduzieren“.
Ganz anders setzte sich der Literaturwissenschaftler Bernd Kortländer in seiner Schrift Begrenzung – Entgrenzung mit dem Wissenschafts- und Kulturtransfer in Europa auseinander und erinnerte daran, dass beides, Be- und Entgrenzung, positive wie negative Seiten haben könne, unabhängig davon, ob es um geographische, kulturelle, sprachliche oder andere Grenzen gehe. Grenzen könnten Eigenständigkeit, Vielfalt und Individualität sichern, aber auch Austausch und Erweiterung der Erfahrungshorizonte behindern. Entgrenzung könne Identitäten verwischen und Mannigfaltigkeit zum Verschwinden bringen, aber auch erstarrte Strukturen aufbrechen und Entwicklung den Weg ebnen.
Evelyn Hanzig-Bätzing – Dozentin für Philosophie an der Universität Bamberg – und ihr Ehemann Werner Bätzing – Alpenforscher und bis 2014 Professor für Kulturgeografie an der Universität Erlangen-Nürnberg – widmeten sich dem Thema auf ungewöhnliche Weise. Im Jahr 2005 veröffentlichten sie unter dem Titel Entgrenzte Welten ein gemeinsames Buch, das Bettina Dyttrich von der Schweizer Wochenzeitung WOZ als ein „wichtiges Buch“ bezeichnete. Darin begründen die beiden Autoren, „dass mit dem Prozess der Entgrenzung die Zerstörung unserer Lebenswelt“ einhergehe und „die Menschlichkeit des Menschen nur noch als ihr eigenes Scheitern möglich“ sei. Der Germanist Florian Englert verfasste fast zehn Jahre nach Erscheinen des Buches im März 2014 unter dem Titel Der Mensch in einer grenzenlosen, leeren Welt eine Rezension und merkte an, der Titel wirke „auf den ersten Blick“ zwar etwas „bieder“, doch „wer sich vom ‚uncoolen‘ Titel abschrecken“ lasse, verpasse „einen ungewöhnlichen, kritischen Blick auf die heutige menschliche Existenz“. Nach einem Verweis auf die globalen, gesellschaftlichen und individuellen Ursachen von Entgrenzung wird als Folge eine Weltsicht abgeleitet, die darauf abziele, „eine Welt zu schaffen, die steril, sicher, ohne Leiden, ohne Schmerz ist, in der alles machbar und beherrschbar“ sei.

„Der Mensch, seine Psyche und Seele bleiben dabei auf der Strecke. In letzter Konsequenz könnte diese Entwicklung die Selbstzerstörung des Menschen bedeuten, denn das Gesamtsystem ist nach Meinung der Bätzings weitaus labiler als gedacht. Sie rufen daher zur Verweigerung der unmittelbaren Verfügbarkeit und ökonomischen Verwertbarkeit auf, um in der Widerständigkeit Möglichkeitsräume für Alternativen zu schaffen, die auf ‚wechselseitiger Anerkennung der Andersheit‘ (S. 422) gründen.“

Das „auch haptisch ansprechende Buch“ werde, so Englert, „leider weder in politischen Bewegungen noch in wissenschaftlichen Kreisen ausreichend rezipiert“.
Weiterführend meldeten sich zu Phänomenen globaler Entgrenzung unter vielen anderen im Jahr 2018 Mitja Sienknecht mit seiner Dissertation über Entgrenzte Konflikte in der Weltgesellschaft und der Psychiater Hermes Andreas Kick zu Wort, der gemeinsam mit dem Theologen Manfred Oeming 2019 das Buch Grenzen und Entgrenzung – Ethische Orientierung in einer destabilisierten Welt herausgab.

## Gesellschaftliche Entgrenzung
Der Begriff der Entgrenzung in gesellschaftlichen Zusammenhängen wird in sehr unterschiedlichen Feldern aufgegriffen und beschrieben – von der Arbeitswelt über politische Entgrenzung bis zu religiösen Themen.
Im Jahr 1998 befasste sich der Soziologe Gerd-Günter Voß auf der Basis eines soziologischen Forschungsprojekts mit Prozessen von Entgrenzung der Arbeit und legte eine „subjektorientierte Interpretation des Wandels der Arbeit“ vor. Die Entgrenzung von Arbeitsprozessen führe zu erheblichen Eingriffen in das Leben Erwerbstätiger, weil sie „zu einer selbstverantwortlichen Strukturierung des Arbeitens und damit der gesamten Alltagsorganisation gezwungen“ würden, die neue Anforderungen mit sich bringe und eine „Restrukturierung des Verhältnisses von ‚Arbeit‘ und ‚Leben‘“ erfordere. Ein neuer „Typus von Arbeitskraft“ sei vonnöten, den Voß mit zahlreichen Fähigkeiten jenseits der engen fachlichen Kompetenzen in Verbindung bringt, wie beispielsweise der Fähigkeit zum eigenen Kompetenzmanagement, zur Selbstinszenierung, „Selbstrationalisierung“, der Fähigkeit zu „social networking“, zur „strategischen Persönlichkeitsentwicklung und -stabilisierung“ und zur „Mobilisierung und Kultivierung tiefliegender emotionaler und kreativer Ressourcen“. Als Schlüsselqualifikationen gefragt seien „basale Lebens- und Persönlichkeitskompetenzen“. Die relevanten Eigenschaften Erwerbstätiger seien „stark auf das Selbst bezogen“, erforderten „eine hohe personale Selbstreferenz und Reflexivität“, bezögen das ganze Leben ein und erfassten den Menschen als Ganzes.
Die Soziologin Vera King gab 2009 gemeinsam mit der Psychoanalytikerin Benigna Gerisch das Buch Zeitgewinn und Selbstverlust heraus, worin die beiden Herausgeberinnen der Entgrenzung unter der Überschrift Entgrenzte Arbeit – Entgrenzte Subjekte einen gesonderten Abschnitt mit zwei Artikeln widmeten, die das Thema in Verbindung mit Zeit und Prozessen von Be- und Entschleunigung bringen. Menschliche Entwicklung lasse sich nicht beliebig beschleunigen und Versuche in dieser Richtung ließen destruktive Folgen erwarten.
Im Jahr 2010 befasste sich der 48. Deutsche Historikertag mit Ent- und Begrenzung von Gewalt. Als Sonderform entgrenzter Gewalt wird Folter beschrieben, beispielsweise 2020 von Frithjof Nungesser, Lehrbeauftragter am Institut für Soziologie der Universität Graz. Er schreibt, dass einer „radikalen Begrenzung auf Opferseite die Entgrenzung auf folternder Seite“ gegenüberstehe. Patrik Schwarz handelte das Folterthema in der taz unter der Überschrift Die Entgrenzung der Moral ab, als er Verteidiger von Folter, wie den Münchner Professor Michael Wolffsohn, für „gefährlich“ erklärte, der mit „seinem Anstoß, Folter für legitim zu erklären“, nicht allein, sondern beispielsweise neben „Folterrelativisten“ wie Joshua Muravchik oder Jeffrey Gedmin stehe. Sie alle unterwürfen das „Prinzip der Humanität dem Kalkül des Nutzens“. Dieses Denken kenne „keine Grenzen mehr im Kampf für die eigene Sache“.
Im Bereich der Medienpädagogik, gab es zwischen 2013 und 2015 unter Leitung von Rudolf Kammerl an der Universität Hamburg ein Forschungsprojekt, das Entgrenzungsphänomene durch Onlinespiele bei Jugendlichen untersuchte. Es trug den Titel Zur Bedeutung moralischer Argumentationsniveaus Jugendlicher im Umgang mit Entgrenzungen durch Online-Spiele. Solche Spiele können bekanntermaßen zu einer Sucht entgleisen, was allerdings nicht im Fokus des Projekts stand. Stattdessen wurde untersucht, wie sich Entgrenzungsphänomene in diesem Zusammenhang beschreiben lassen, wie sich Jugendliche dazu verhalten und wie sie ihr Verhalten begründen. Es galt herauszufinden, ob und ggf. wie moralische Autonomie das Geschehen beeinflusst, ob ein hohes moralisches Argumentationsniveau eigene Grenzziehung erleichtert und wie sich die verschiedenen Argumentationsniveaus auf wiederkehrende Aushandlungsprozesse in Familie, Peers und Schule auswirken. Veranlasst wurde das Forschungsprojekt durch die Allgegenwärtigkeit digitaler Medien und mobiler Endgeräte, womit die Fähigkeit, sich selbst Grenzen zu setzen, insbesondere für Jugendliche zunehmend an Bedeutung gewinne. Die Ergebnisse der Studie wurden 2015 publiziert.
Die Pädagogik allgemein sah das Autorenteam Christian Lüders, Jochen Kade und Walter Hornstein bereits im Jahr 2002 entgrenzt, als sie ihre Schrift Entgrenzung des Pädagogischen veröffentlichten und darlegten, wie pädagogisches Denken und Handeln die engeren Grenzen pädagogischer Institutionen längst verlassen haben.
Aus dem Blickwinkel der Erziehungswissenschaft meldete sich im Jahr 2017 Meike Sophia Baader unter dem Titel Zwischen Enttabuisierung und Entgrenzung mit einer Abhandlung zum Thema Pädosexualität zu Wort. Damit legte sie einen Teil der Ergebnisse eines von der Deutschen Forschungsgemeinschaft geförderten Forschungsprojekts vor, das sie als Professorin an der Universität Hildesheim federführend betreute. Im selben Jahr gab sie mit weiteren Herausgebern die Konferenzschrift Tabubruch und Entgrenzung heraus. Beide Veröffentlichungen befassten sich mit dem Thema Kindheit und Sexualität nach 1968. Anlass der Auseinandersetzung mit diesem Thema waren im Frühjahr 2013 die Pädophilie-Debatten um den Europa-Abgeordneten Daniel Cohn-Bendit und die von ihm 1975 in dem Buch Der grosse Basar vertretenen Positionen. Mit ihrem Forschungsprojekt beabsichtigte Baader, die Rolle der Erziehungswissenschaft im Diskurs über Pädophilie aufzudecken, wobei sie selbst jedoch den Begriff der Pädosexualität bevorzugt. In ihrem Resümee kam Baader zu dem Schluss, dass die Diskurse der untersuchten Jahre sich durch „Ignoranz gegenüber den Opfern“ auszeichneten. Erst Ende der 1980er Jahre seien die erziehungs- und sexualwissenschaftlichen Positionen, die Pädophilie legitimierten, aufgegeben worden.
Mit dem Buch Beyond erziehungswissenschaftlicher Grenzen legte die Pädagogin Ulrike Stadler-Altmann 2019 zusammen mit Barbara Gross auf über 350 Seiten verschiedene Diskurse zu Entgrenzungen der Disziplin von zahlreichen Autoren vor.
Speziell für die Erwachsenenbildung behauptete der emeritierte Erziehungswissenschaftler Jochen Kade Entgrenzungen und Entstrukturierungsprozesse. Eine vormals vorhandene „Trennung von Bildung und Lebenswelt“ gebe es nicht mehr. Dem widersprach seine Kollegin Christiane Hof, Professorin an der Goethe-Universität in Frankfurt am Main: Entgrenzung in der Erwachsenenbildung sei „nicht neu“. Sie sei von jeher weder auf eine Form der Institutionalisierung (Volkshochschule), noch auf eine Zielbestimmung (Bildung) oder eine bestimmte Technik der Vermittlung – wie die „personale Interaktion im Unterricht“ – zu begrenzen gewesen. Das Deutsche Institut für Erwachsenenbildung (DIE) gibt mit der Zeitschrift für Weiterbildungsforschung eine eigene Fachzeitschrift heraus, die ihren Fokus auf wissenschaftliche Veröffentlichungen zur Erwachsenenbildung richtet. Im November 2004 schrieben Jochen Kade und Wolfgang Seitter über die „Entgrenzung der Erwachsenenbildung“, kurz darauf war unter der Herausgeberschaft von Ekkehard Nuissl das erste Heft im Jahr 2005 als Ganzes dem Thema gewidmet. Schließlich gab eine Herausgebergruppe um den Pädagogen und Hochschullehrer Olaf Dörner im Jahr 2020 das Buch Erwachsenenbildung und Lernen in Zeiten von Globalisierung, Transformation und Entgrenzung heraus.
Im Feld der schönen Künste und hier speziell in der Musik veranstaltete beispielsweise die Deutsche Gesellschaft für Psychoanalyse und Musik im November 2012 in Frankfurt am Main mit Rückgriff auf eine Metapher von Sigmund Freud unter dem Titel Musik und Entgrenzung – Dem ozeanischen Gefühl auf der Spur ihr 4. Symposion. Freud habe, so die Veranstalter, „das ‚ozeanische Gefühl‘ jener primären psychischen Organisation“ zugeordnet, „in der das Ich noch keine Außenwelt von sich abgeschieden“ habe und sich stattdessen „noch in einer innigen Verbundenheit mit seiner Umwelt“ erlebe. Erklärte Absicht war, „Konzepte zu formulieren, die jene entgrenzende Qualität der Musik, die zu solch jenseitsgeneigtem Erleben verführt, erklären“ könnten. Es referierte u. a. Christa Rohde-Dachser unter dem Titel Jenseits der Zeit. Berührungen mit dem Unendlichen in Theorie und Praxis der Psychoanalyse.
Im Bereich der Literatur findet sich zum Beispiel die Dissertation des Literatur- und Medienwissenschaftlers Timo Ogrzal, Lehrbeauftragter am Institut für Germanistik der Universität Hamburg, in der er sich unter dem Titel Kairologische Entgrenzung mit der Poetologie der Zauberberg-Lektüren auseinandersetzte und dabei den Kairos ins Zentrum seiner Betrachtungen rückte.

## Individuelle Entgrenzung

### Zwang und Psychose
Der Psychoanalytiker Hermann Lang, ehedem Hochschullehrer an der Universität Würzburg, befasste sich in Therapie und Forschung mit den Phänomenen von Zwang und Zwangsstörungen. Er schrieb 50-jährig über Ätiologie und Aufrechterhaltung der Zwangsstörungen aus psychodynamischer Sicht und fasste 2015 im Alter von 77 Jahren seine Erkenntnisse in dem Buch Der gehemmte Rebell zusammen. Eine Zwangserkrankung – die vierthäufigste psychische Erkrankung in Deutschland, von der etwa 3 % der Gesamtbevölkerung betroffen sind – gehört zu jenen Krankheitsbildern, die das Risiko psychotischer Entgrenzung bergen, wie Lang anlässlich der Beschreibung seines Forschungsprojekts „zum Verständnis und zur Psychotherapie von Zwangsstörungen“ mitteilte. In dessen Rahmen konnte er nachweisen, dass der traditionelle triebdynamische Ansatz der Psychoanalyse zu kurz greife. Das Zwangssyndrom könne in bestimmten Fällen „als autoprotektiver Versuch“ verstanden werden, „eine existenzbedrohende Ich-Fragilität zu stabilisieren“ und „einer psychotischen Entgrenzung und freiflottierenden Verlustangst entgegenzuwirken“. Auf diese Weise könne der Zwang „auf pathologische Weise ein fundamentales Sicherungs- und Kontrollbedürfnis des Menschen“ erfüllen.
In der Psychose ist Entgrenzung eines der Leitsymptome, wenn auch nicht immer explizit so benannt. Das Psychoanalytische Seminar Zürich (PSZ), das mit dem Journal für Psychoanalyse eine eigene Fachzeitschrift betreibt, widmete dem Thema Psychose und den damit verbundenen individuellen Entgrenzungsphänomenen ein ganzes Heft. In ihrem Editorial schreiben die Herausgeber:

„Die Behandlung von psychotisch Erkrankten ist für die Psychoanalyse eine besondere Herausforderung, da das entgrenzte Gegenüber immer wieder in Wahnvorstellungen versinkt, die gemeinhin als unteilbar gelten. Sprach- und Wortzerfall, Ich-Fragmentierung, Dissoziation, emotionale Starrheit, Halluzinationen und stumme Selbstversunkenheit sind nur einige der Symptome, denen sich Psychiater und Psychotherapeuten gleichermassen stellen müssen.“

Das vorgelegte Journal ist dem Psychiater und Psychoanalytiker Josi Rom gewidmet, der im Züricher Institut fast 20 Jahre lang klinische Psychose-Seminare leitete und damit den Ausbildungskandidatinnen und -kandidaten die Behandlung psychotischer Patienten und deren oft entgrenzte Verfassung nahe zu bringen versuchte. Im Jahr 2007 veröffentlichte er sein Buch Identitätsgrenzen des Ich. Rom war daran gelegen, Brücken zwischen Wahn und Realität zu bauen, wie er im Untertitel seines 2013 erschienenen Buches über die Schizophrenien zu erkennen gab.

### Der entgrenzte Mensch
Nachdem Rainer Funk im Jahr 2005 sein Buch über die Psychoanalyse des postmodernen Menschen publiziert hatte, meldete sich der Psychoanalytiker in der Welt am Sonntag über Das entgrenzte Ich zu Wort. Pointiert bezeichnete er den Begriff Entgrenzung in seinem Essay als das „Zauberwort der postmodernen Art zu leben“. Dabei würden markenspezifische „Lebenswelten und Lebensstile“ ebenso verkauft, wie „Events und Gefühle, Infotainment, Illusion“:

„Genau davon fühlt sich die postmoderne Persönlichkeit angezogen. Sie konstruiert ihre Welt nach eigenem Gutdünken und bevorzugt inszenierte Lebenswelten. Ihr Credo lautet: ‚Ich lasse mir von niemandem sagen, wer ich bin. Ich bin, der ich bin.‘ […] Das eigene Ich ist jeden Tag und in jeder Situation neu zu erschaffen und zu transzendieren. ‚Nur wenn du etwas aus dir machst, bist du was!“

Mit anderen Menschen entstehe eine Art Wir-Gefühl, das sich jedoch nicht aus „einem gesteigerten Verantwortungsgefühl oder in einem selbstlosen Einsatz für andere“ herleite, sondern aus dem „Wunsch, etwas Besonderes, Neues, Extremes und Entgrenztes gemeinsam zu erleben“. Entscheidend sei eine „gemeinsam erfahrbare Eventqualität“. Diese Art zu leben habe, so Funk, Auswirkungen sowohl auf das Zusammenleben der Menschen als auch auf ihre Psyche. Auf diese Weise würden nicht etwa Freiheiten gewonnen, sondern Abhängigkeiten zunehmen, von „belebenden Stimulanzien“ ebenso, wie „von Managern und Managementprogrammen, von Ratgebern und Beratungsangeboten, von Gebrauchsanweisungen und Manualen“. Immer mehr postmoderne Menschen erlägen der Versuchung, „menschliches Vermögen durch gemachtes Vermögen zu ersetzen“ und damit begrenzter, anstrengender oder auch enttäuschender Realität scheinbar zu entkommen – als eine Art Schutzraum erlebt und doch zugleich Realitätsflucht und Illusion, wie Funk überzeugt ist.
Im Jahr 2011 veröffentlichte Funk sein Buch Der entgrenzte Mensch, das er mit dem Untertitel Warum ein Leben ohne Grenzen nicht frei, sondern abhängig macht versah. Entgrenzung sei, so der Verlag im Klappentext, ein „Grundproblem der Gegenwart“. Zwar seien Grenzüberschreitungen „etwas Urmenschliches“, das Freiheit und Unabhängigkeit auf den Weg bringe, doch gehe es heute nicht mehr nur darum, Grenzen auszuloten und zu überschreiten, „sondern um eine Entgrenzung, die keinerlei Grenzen mehr anerkennen will“. Aus der Perspektive der Sozialpsychologie beschreibt Funk Entgrenzung in Wirtschaft, Arbeitswelt und Gesellschaft und macht die Ursachen dessen „in den neuen Möglichkeiten der digitalen Technik, der Vernetzung und der elektronischen Medien“ aus.
Im Nachgang zur Buchveröffentlichung trug Funk im Dezember 2011 in Stuttgart auf dem 4. Fachforum Soziale Arbeit an der Dualen Hochschule Baden-Württemberg seine Thesen vor – unter dem Titel Der „entgrenzte“ Mensch – Wirkungen und Risiken des modernen Entgrenzungsstrebens in sozialpsychologischer Sicht. Als Nachlassverwalter des wissenschaftlichen Erbes von Erich Fromm sich auf ihn beziehend, fasste er die zentralen Aussagen seines Buches in seinem Vortrag zusammen.
Der sozialpsychologische Ansatz verspreche ein neues Verständnis von Individuum und Gesellschaft „und ihrer gegenseitigen Verwobenheit“. Unter dieser Prämisse war Funk die Beobachtung, nach der „immer mehr Menschen nach Entgrenzung streben“, Grundlage seiner Ausführungen. Theoretische Basis war ihm weniger Freud, der sich bevorzugt dem Studium der unbewussten Triebe widmete, als vielmehr Fromms Interesse an der Frage, „warum sich viele Menschen auf ähnliche Weise irrational verhalten“.
Eine „auf Wettbewerb aufgebaute Marktgesellschaft“ produziere „notgedrungen Menschen“, die, „wenn sie gesellschaftlich erfolgreich sein wollen, eine Lust am Rivalisieren haben müssen, den anderen als Konkurrenten erleben, ihn zum Verlierer und sich selbst zum Alpha-Tier und Gewinner machen wollen“. Das Wetteifern werde zum „Lebenselixier“.
Im Verhältnis zwischen Individuum und Gesellschaft sei Fromm – und dessen Position teilt Funk – eindeutig. Was den Menschen gelingen lasse, müsse auch der „Leitwert für das Gelingen einer Gesellschaft“ sein. Umgekehrt könne eine Gesellschaft sich nicht zeitüberdauernd produktiv entwickeln, die sich nicht am „Gelingen des Menschen“ orientiere. Fromm erkenne eine „Pathologie der Normalität“, sofern eine wirtschaftlich oder gesellschaftlich geforderte Normalität das Individuum an seinen menschlichen Möglichkeiten hindere oder sie gar vereitele, weil die Menschen in einem solchen Fall „von einer inneren destruktiven Dynamik gesteuert“ würden.
Entgrenzte Menschen seien „übersensibel für alles, was sie begrenzen könnte“ und würden „von einem starken Verlangen“ getrieben, „frei von allen Vorgaben und Maßgaben selbst bestimmen zu wollen, was Wirklichkeit ist“. Ihre Kontaktfreude ersetze, „was bisher unter Beziehung verstanden wurde“, emotionale Bindung und entsprechende Gefühle, beispielsweise von Sehnsucht, würden ebenso vermieden, wie „Rücksichtnahme, Verbindlichkeit, Nähe, Treue, Vermissen“, und all dies werde ausgetauscht durch „ein zweck- oder zeitgebundenes Kontakterleben zur Gestaltung der Freizeit, fürs Bett oder um nicht allein“ sein zu müssen. Der Einsatz für andere Menschen diene zugleich der Selbstverwirklichung und müsse „Eventcharakter“ haben, er müsse sich rechnen.
Funk spricht von „Ich-Orientierten Menschen“, wenn er mit dem entscheidenden „Charakterzug“ des Entgrenzungsstreben befasst ist; diese Menschen liebten „das Riskante, das Grenzwertige, Übergriffige, Unkonventionelle, Unmögliche“ – „ob im Sport, in der Literatur, im Film oder im Urlaub“. In einer empirischen Studie des SIGMA-Instituts Mannheim habe sich bereits 2005 nachweisen lassen, dass „bei knapp 20 % der erwachsenen Bevölkerung Deutschlands eine Dominanz der Ich-Orientierung“ bestehe, die „vor allem bei künstlerisch und journalistisch Tätigen, in der IT- und MedienBranche und in der Unterhaltungsindustrie zu finden waren – also bevorzugt bei Menschen, die mit der Gestaltung von Wirklichkeit, und hier noch einmal präziser: mit der digitalen und medialen Gestaltung von Wirklichkeit befasst sind“. Zur Psychodynamik der Ich-Orientierung hat Funk 2006 an anderem Ort veröffentlicht.
Für die nicht unerhebliche Zunahme des Entgrenzungsstrebens macht Funk zum einen die „gegenwärtigen technischen Entgrenzungsmöglichkeiten“ verantwortlich, „zum anderen sind sie in den Entgrenzungsforderungen von Wirtschaft, Arbeitswelt und Gesellschaft zu suchen, die sich immer mehr Menschen zu eigen zu machen haben, wenn sie nicht ins berufliche und gesellschaftliche Abseits geraten wollen“.
Zu den Entgrenzungsmöglichkeiten rechnet Funk neben den „überwältigenden Errungenschaften im Bereich digitaler Technik und elektronischer Medien“ die Vernetzung, die „eine bisher kaum vorstellbare Entgrenzungsdynamik in Gang gesetzt“ habe, welche „inzwischen sämtliche Forschungs- und Lebensbereiche verändert“ habe. Von diesen Möglichkeiten gehe „eine ungeheure Faszination“ aus, die dazu führe, „dass Entgrenzung als Schlüsselwort zur Lösung aller wirtschaftlichen, gesellschaftlichen, wissenschaftlichen und menschlichen Probleme wird und dass die Entgrenzungstechniken in den Rang von Universalheilmitteln erhoben“ würden.
Zu den Entgrenzungsforderungen gehöre die Tatsache, dass „Vorsorge, Fürsorge, Vorleistung und Weisung eines Arbeitgebers“ zurückgingen und zunehmend „die unternehmerischen Leistungen von der Arbeitskraft selbst zu erbringen“ seien mit der Folge einer „ungeheure[n] Selbstausbeutung der Berufstätigen“. Diese „Subjektivierung der Arbeit“ werde vor allem dadurch erreicht, „dass die Arbeitsorganisation flexibilisiert und die Arbeitsverhältnisse destabilisiert“ würden. Erwerbstätige hätten sich der damit einhergehenden Unsicherheit und dem „Ökonomisierungsgebot zu unterwerfen“, wenn sie nicht Gefahr laufen wollten, unproduktiv „ohne Projekt dazustehen“.

„Die drei genannten Gründe – die faszinierenden technischen Entgrenzungsmöglichkeiten, die Erfordernisse einer globalisierten Wirtschaft und flexibilisierten Arbeitswelt und das gegenwärtige Erfolgsmodell kapitalistischen Wirtschaftens, nämlich Wirklichkeit zu verkaufen – mögen hier genügen, um plausibel zu machen, warum immer mehr Menschen in ihrem Denken, Fühlen und Handeln von einem Streben nach Entgrenzung angetrieben werden.“

„Alles Heil“, so Funk, werde von „Persönlichkeitstrainings, dem Know-how sozialer Kompetenzen oder dem Einsatz des neuesten Steuerungsprogramms erwartet“. Doch ein genauer Blick offenbare die Methoden. Zum Einsatz kämen „an erster Stelle Manipulation, Suggestion und die Einübung in inszenierte oder virtuelle Rollen“, mit denen „Persönlichkeitsattribute antrainiert“ würden. Damit werde einer „‚mentalen‘ Neukonstruktion der Persönlichkeit Tür und Tor geöffnet“, was nicht zum  Gelingen des Menschen beitrage. Die eigenen Antriebskräfte würden „verkümmern“, weil sie „kaum noch eine Chance gegenüber den mitreißenden, begeisternden und stimulierenden Effekten inszenierter und virtueller Erlebnisangebote“ hätten. Spreche ein entgrenzter Mensch von Selbstverwirklichung, meine dies „etwas völlig anderes als die Verwirklichung eines unverwechselbaren eigenen Selbst“; und authentisch sei nicht, wer nicht anders könne, sondern wer sich „widerspruchsfrei und gekonnt zu inszenieren oder zu simulieren imstande“ sei. Bindung werde durch Kontakte ersetzt, Verbindlichkeit und Angewiesensein würden vermieden. Gefühle würden inszeniert oder simuliert, wie von einer „auf Emotionalisierung setzende[n] Wirtschaft auf Schritt und Tritt“ angeboten. Diese Vorgänge kämen einer „Enteignung der Antriebskräfte und des Identitätserleben[s]“ der Menschen gleich.
Weil die Schattenseiten des Lebens und alles, was schwierig und kritisch ist, ausgeblendet, verleugnet oder auf Sündenböcke verschoben würden, verkomme positives Denken zu einer Ideologie, wie Barbara Ehrenreich in ihrem Buch Smile or die (deutsch: lächle oder stirb, Untertitel der deutschen Ausgabe: Wie die Ideologie des positiven Denkens die Welt verdummt) darlegte.
In der Arbeitswelt produzieren Entgrenzungsstreben und -forderungen laut Funk Verlierer, die dem nicht gewachsen sind und denen andere gegenüberstehen, die sich „umso ungenierter als Entgrenzungsgewinner etablieren“. Den Verlierern blieben Gefühle von Demütigung, Ohnmacht und Wertlosigkeit.
Funk beschließt seinen Vortrag mit dem Hinweis, das menschliche Vermögen falle bescheidener als versprochen aus und Veränderung setze voraus, die „Grenzen des Möglichen schmerzhaft anzuerkennen“.
Sich „mehr Zahlen, Daten, Fakten“ wünschend besprach die Wissenschaftsjournalistin Susanne Billig auf Deutschlandfunk Kultur Funks Buch. Funk ziehe, so Billing, Michael Jackson als Beispiel für eine „personifizierte Selbst-Entgrenzung“ heran: „das Gesicht zur Unkenntlichkeit umoperiert, die Hautfarbe ausgetauscht, Tanzschritte gleich einem Roboter und seine Heimat das Kinder-Traumland ‚Neverland‘“.

„Leidenschaftlich seien wir darum bemüht, den Begrenzungen unseres Lebens auszuweichen, sei es durch Drogen, durch das Umhergeistern als Avatar in virtuellen Welten, durch inszenierte und von Persönlichkeitstrainern auf Daueroptimismus getrimmte Pseudo-Ichs oder indem wir statt verbindlicher Beziehungen hunderte von Kontakten im Internet pflegen. Während frühere Gesellschaften den Unterschied zwischen Märchen und Realität deutlich markierten, wird heute die Fähigkeit zur Realitätsprüfung, eine zentrale Funktion des erwachsenen Ichs, zunehmend außer Kraft gesetzt...“